# Vahe 'Uiha
'Uiha (Vahe 'Uiha en tongano) es un distrito de la división administrativa de Ha'apai, en Tonga. Su capital es 'Uiha. Tiene una población de 553 habitantes en 2021. 